# Leptastacus operculatus
Leptastacus operculatus är en kräftdjursart som beskrevs av Masry 1970. Leptastacus operculatus ingår i släktet Leptastacus och familjen Leptastacidae. Inga underarter finns listade i Catalogue of Life.